# Боровик (Псковская область)
Боровик — деревня в Псковском районе Псковской области. Входит в состав Серёдкинской волости. 
Расположена на реке Лочкина в 60 километрах к северу от Пскова, на автодороге 58К-405 Лочкино  — Теребище.
| 2001 | 2002 | 2010 |
| ---- | ---- | ---- |
| 39   | ↗43  | ↘23  |

В деревне находится Покровская церковь, построенная в 1897 году. Имеется маленький магазинчик и закрытое отделение связи. Через деревню курсирует автобусный маршрут № 318 Псков — Балсово по средам 2 рейса (утром и вечером),  по пятницам и воскресеньям 1 рейс (вечером) для вывоза на выходные и возврата в город.

## Топографические карты
- Лист карты O-35-XVI Пылва. Масштаб: 1 : 200 000. Издание 1980 г.